# Бьерред
Бьерред (швед. Bjärred) — небольшой город на юго-западном побережье Швеции, расположенный в коммуне Ломма, в провинции Сконе. Он расположен примерно в 20 км к северу от Мальмё, в 10 км к западу от Лунда и в 5 км севернее деревни Ломма. На 2016 год в Бьерреде проживали 9874 человека, это второй по величине населенный пункт в коммуне Ломма, в котором проживают примерно 41 % её населения. Бьерред часто относят к пригородам Мальмё и Лунда.
Среди главных достопримечательностей города — открытые плавательные бассейны, расположенные в 500 метрах от пристани «Långa bryggan».

## История
Считается, что название города «Bjärred» происходит от датского слова «bjerg», что означает «высота» или «холм», и может относиться к возвышению, на котором виден город с моря.
Город развивался как морской курорт близлежащего города Лунд в начале XIX века. Сооружение 11-километровой железной дороги между Лундом и Бьерредом началось в 1899 году, а для пассажиров дорога была открыта 27 июля 1901 года. Железная дорога была электрифицирована в 1916 году, однако, она не была коммерчески успешной и из-за убытков закрылась 15 июня 1939 года. В 1940 году рельсы были убраны.
С середины 1900-х годов население города неуклонно росло с 864 человек в 1960 году до 9874 жителей в 2010.

## Спорт
В городе расположен гандбольный клуб «HK Ankaret», это один из самых успешных молодёжных гандбольных клубов в королевстве. В сезоне 2016/17 годов команда играла в 1 дивизионе.
Теннисный клуб «Lomma-Bjärreds Tennis Klubb» (LBTK) был основан в 1956 году. В нём играли такие известные игроки как Каролина Магнуссон и Хенрик Сундстрём.
Профессиональные футболисты Патрик Андерссон и его брат Даниель Андерссон играли в местной команде «Bjärred IF».

## Знаменитые урожденцы и жители
- Патрик Андерссон — бывший футболист, член сборной Швеции по футболу
- Даниель Андерссон — футболист, член сборной Швеции
- Андреас Юнсон — певец
- Хенрик Стенсон — профессиональный игрок в гольф